# Estação Queimados
Queimados é uma estação de trem do município de Queimados, no Rio de Janeiro, localizada no bairro Centro.

## História

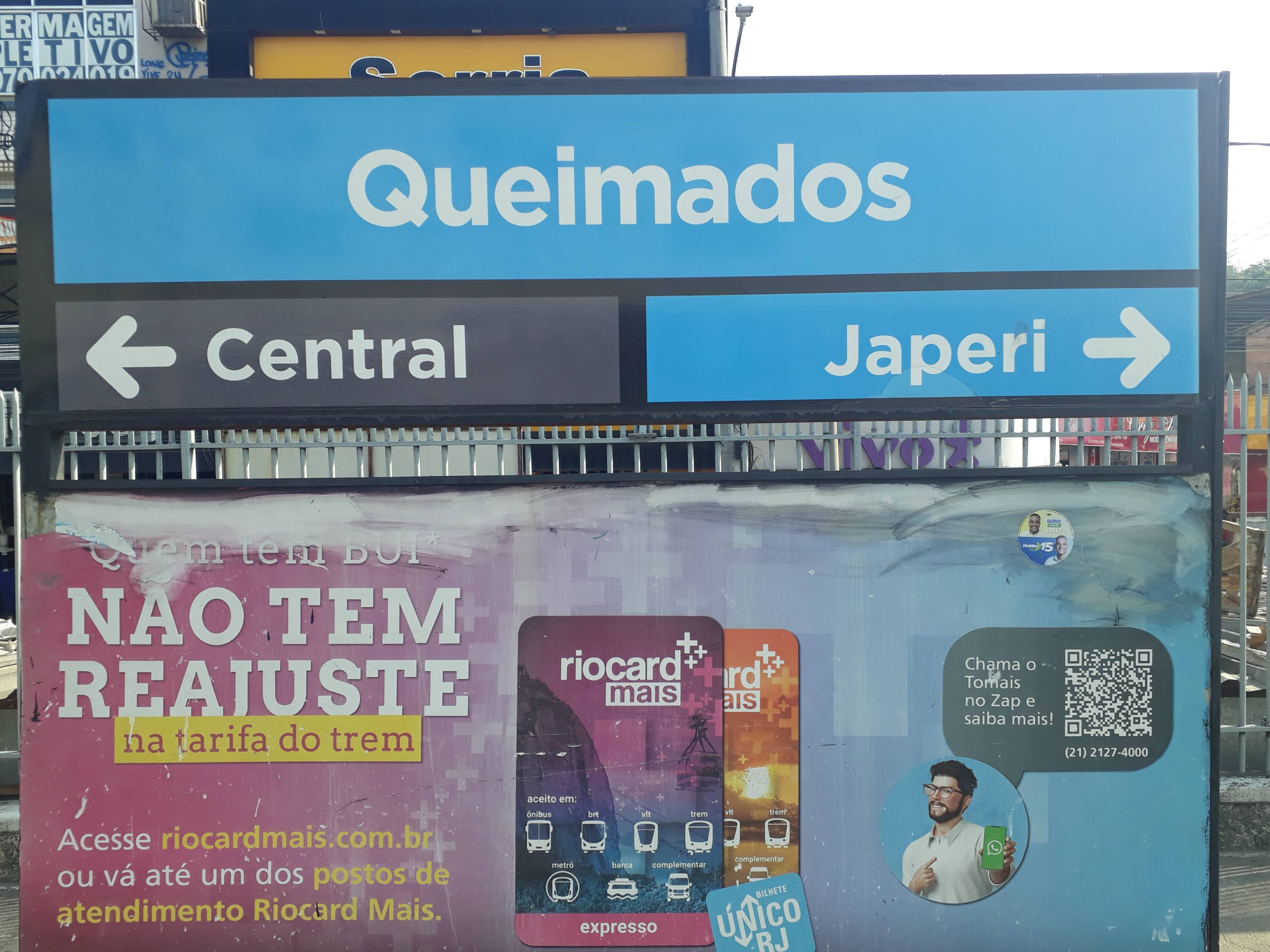
Placa Queimados

A estação de Queimados foi inaugurada, em 1858, com a presença do Imperador D. Pedro II. Era a ponta de linha no dia da inauguração da Estrada de Ferro Dom Pedro II. Segundo a lenda, foi nomeada no dia de sua inauguração pelo Imperador D. Pedro II, que, no trem inaugural, perguntou qual era o nome do local. Como ainda não existia, viu ao longe uma queimada e deu o nome de Queimados que ainda não se constituíra como cidade. Tratava-se de um povoado localizado no meio de uma fazenda (Fanchem) bastante antiga. 
Foi terminal da linha por pouco tempo, mas o suficiente para ter seu nome lembrado em toda a história da ferrovia no Brasil. Hoje é uma estação de trens metropolitanos utilizada pela Supervia. A localidade somente foi elevada a município no ano de 1990, quando se emancipou de Nova Iguaçu.

## Plataformas
| 1 |

|  | ↑ a ↑ |

|  | ↕ b ↕ |

|  | ↓ c ↓ |

| 2 |

|  | ↕ d ↕ |

| 1 |

|  | ↑ a ↑ |

|  | ↕ b ↕ |

|  | ↓ c ↓ |

| 2 |

|  | ↕ d ↕ |

| 1 |

|  | ↑ a ↑ |

|  | ↕ b ↕ |

|  | ↓ c ↓ |

| 2 |

|  | ↕ d ↕ |

| 1 |

|  | ↑ a ↑ |

|  | ↕ b ↕ |

|  | ↓ c ↓ |

| 2 |

|  | ↕ d ↕ |